# Ice-T
Ice-T («Айс-Ті»)— американський репер та актор. Справжнє ім'я — Трейсі Лорен Мерроу (англ. Tracy Lauren Marrow). Народився 16 лютого 1958 року в Ньюарку, штат Нью-Джерсі. Ice-T вважається одним з найкращих представників гангста-репу (Gangsta Rap). Із січня 2002 року одружений із акторкою і гламурною моделлю Ніколь Остін.

## Біографія
Про його батьків Соломона та Еліс Мерроу відомо мало. Сам Трейсі пригадує: «Батько дав мені дівоче ім'я, для того, щоб я навчився битися на вулиці». Можливо, батько хотів таким чином загартувати характер свого сина.
Перший альбом Ice-T мав назву «Rhyme Pays». Його спродюсував відомий на той час хіп-хоп діяч Afrika Islam. Це був далекий 1987 рік, і коли альбом Айса заробив собі золотий сертифікат, у це мало хто повірив.
У 1988 році музикант об'єднав своїх найближчих товаришів з Лос-Анджелеса у реп-колектив під назвою Rhyme Syndicate. До гурту ввійшли: Everlast (House of Pain), WC (Westside Connection), DJ Muggs (7A3, Cypress Hill) та DJ Alladin.
Також Айс Ті брав участь у діяльності треш-метал гурту, як Body Count— що зробив собі ім'я на скандально відомій пісні Cop Killer. Після випуску треку у ротацію, на вулицях почалися масові заворушення. Були розпочаті судові слухання з приводу численних позовів проти гурту.

## Дискографія
- Rhyme Pays / Sire / 1987 (Золотий сертифікат);
- Power / Sire / 1988 (Платиновий сертифікат);
- Iceberg / Sire / 1989 (Золотий сертифікат);
- O.G. Original Gangster / Sire / 1991 (Золотий сертифікат);
- Home Invasion / Priority / 1993 (Золотий сертифікат);
- VI: Return of the Real / Priority / 1996;
- 7th Deadly Sins / Coroner/Atomic Pop / 1999;
- Gangsta Rap / Melee / 2006;

Дискографія Body Count
- Body Count (1992)
- Born Dead (1994)
- Violent Demise: The Last Days (1997)
- Murder 4 Hire (2006)

## Фільмографія
- 1984 — Брейк-данс / Breakin'
- 1984 — Брейк-данс 2: Електрик бугалу / Breakin' 2: Electric Boogaloo
- 1991 — Нью-Джек-Сіті[en] / New Jack City
- 1991 — Рикошет / Ricochet
- 1992 — Порушення кордонів / Trespass
- 1994 — Гра на виживання / Surviving the Game
- 1995 — Танкістка[en] / Tank Girl
- 1995 — Джонні-Мнемонік / Johnny Mnemonic
- 1997 — Круті стволи / Mean Guns
- 1997 — Божевільна шістка / Crazy Six
- 1999 — Винищувач / Stealth Fighter
- 1999 — Продажний / Corrupt
- 1999 — Чорний ангел / Urban Menace
- 2000 — Команда руйнівників / The Wrecking Crew
- 2000 — Лепрекон 5: Сусід / Leprechaun: In the Hood
- 2000 — Дублер / The Alternate
- 2000 — Злодій завжди злодій / Luck of the Draw
- 2001 — 3000 миль до Грейсленда / 3000 Miles to Graceland
- 2001 — Наше Різдво / 'R Xmas
- 2001 — У вогні / Ablaze
- 2001 — Годинниковий механізм / Ticker
- 2002 — У скрутному становищі / Stranded
- 2010 — Копи на підхваті / The Other Guys